# فهرست فیلم‌های ساخته‌شده با اتودسک تری‌دی‌اس مکس
فهرست زیر شامل فیلم‌هایی است که در ساخت آنها یا بخشی از جلوه‌های بصری آنها، از نرم‌افزار اتودسک تری‌دی‌اس مکس یا نسخه‌هایی از آن بهره برده شده‌است.

## فهرست
| - ۲۰۱۲ (فیلم) - آلیس در سرزمین عجایب (فیلم ۲۰۱۰) - آواتار (فیلم ۲۰۰۹) - آوردگاه زمین - Ben 10: Destroy All Aliens - سقوط شاهین سیاه (فیلم) - تیغه: سه‌گانگی - گربه‌ها و سگ‌ها - Coronado - روزی دیگر بمیر - Dragon Wars - دکتر دولیتل ۲ - رانده‌شده (فیلم ۲۰۰۱) - توازن (فیلم) - مقصد نهایی ۲ - Garo: Divine Flame - Gopher Broke - شبح درون پوسته ۲: اینوسنسو - جی.آی. جو: ظهور کبرا - Granny O'Grimm's Sleeping Beauty - هری پاتر و یادگاران مرگ – قسمت اول - هری پاتر و یادگاران مرگ – قسمت دوم - پسر جهنمی (فیلم ۲۰۰۴) - آخرت (فیلم) - خانه خنجرهای پران - هوگو (فیلم) - مرد آهنی (فیلم ۲۰۰۸) - سفر به مرکز زمین (فیلم ۲۰۰۸) - جانی نومانیک - کی-۱۹: ویدومیکر | - لارا کرافت: مهاجم مقبره - آخرین شوالیه‌ها - سه‌قلوهای بلویل (Les Triplettes de Belleville) - جان‌سخت ۴ - گم‌شده در فضا (فیلم) - مکس دیوانه: جاده خشم - جو یانگ نیرومند (فیلم ۱۹۹۸) - گزارش اقلیت (فیلم) - مأموریت: غیرممکن ۲ - The Monster Project - آقا و خانم اسمیت (فیلم ۲۰۰۵) - دستمزد (فیلم ۲۰۰۳) - سیاره ۵۱ - سیاره میمون‌ها (فیلم ۲۰۰۱) - کشیش (فیلم ۲۰۱۱) - Ratatoing - سلطنت آتش - اسکوبی-دو ۲ - هفت شمشیر - شهر گناه (فیلم ۲۰۰۵) - جزیره شاتر (فیلم) - کاپیتان اسکای و دنیای فردا - سرعت (فیلم ۱۹۹۴) - مرد عنکبوتی ۳ - جنگ ستارگان قسمت سوم: انتقام سیت - مشت ناگهانی (فیلم) - سوپر ۸ (فیلم ۲۰۱۱) - اره‌ماهی (فیلم) - The Cathedral - حیله (فیلم) - هسته (فیلم) | - مورد عجیب بنجامین باتن - پس‌فردا - مسیر سبز - مهلکه - کسب‌وکار ایتالیایی (فیلم ۲۰۰۳) - آخرین سامورایی - The Little Panda Fighter - مجستیک (فیلم) - ماتریکس: بارگذاری مجدد - مومیایی (فیلم ۱۹۹۹) - The Secret of Kells - طبقه سیزدهم - نمایش ترومن - This Way Up - Traumschiff Surprise - Periode 1 - Transformers - تبدیل‌شوندگان: انتقام فالن - تبدیل‌شوندگان: نیمه تاریک ماه - نگهبانان (فیلم ۲۰۰۹) - مردان ایکس (فیلم) - ایکس ۲ - مردان ایکس: آخرین ایستادگی - مردان ایکس: کلاس اول - زاتورا: یک ماجرای فضایی - Fortnite: The Movie |